# Forcepia fabricans
Forcepia fabricans är en svampdjursart som först beskrevs av Schmidt 1874.  Forcepia fabricans ingår i släktet Forcepia och familjen Coelosphaeridae. Inga underarter finns listade i Catalogue of Life.